# Aquila
Aquila (Aql), a Águia, é uma constelação do equador celeste. O genitivo, usado para formar nomes de estrelas, é Aquilae. Alpha Aquilae, a estrela mais brilhante dessa constelação, é Altair.
As constelações vizinhas, segundo as delineações contemporâneas, são o Golfinho, a Flecha, o Hércules, o Serpentário, a Cauda da Serpente, o Escudo, o Sagitário, o Capricórnio e o Aguadeiro.

## Objetos de Céu Profundo

### NGC 6803
NGC 6803 é uma nebulosa planetária que só pode ser vista por meio de telescópios amadores ou mais evoluídos. É um alvo dos astrônomos amadores.

### NGC 6781
NGC 6781 é outra nebulosa planetária.